# Rahime Perestu
Rahime Perestu, född Rahime Gogen 1830, död 1904, var en cirkassisk valide sultan i det Osmanska riket under sin adoptivson sultan Abd ül-Hamid II från 1876 till 1904. Hon förslavades och placerades i Abd ül-Mecid I:s harem, där hon konverterade till islam.

## Biografi
Rahime Perestu var född som Rahime Gogen, hon var ubych-cirkassier, i Sochi i Ryssland. Hon adopterades vid ett års ålder av prinsessan Esma, som gav henne namnet Perestu ('Svala').
År 1844 bad Abd ül-Mecid I hennes adoptivmor om att få henne till sitt harem. Esma vägrade, men gick med på det sedan han hade lovat att han skulle gifta sig med Perestu och inte göra henne till slavkonkubin. Hon fick inga barn, men blev 1852 adoptivmor till sin styvson, den senare Abd ül-Hamid II, sedan hans biologiska mor dött. När Abd ül-Mecid I avled 1861, lämnade hon hovet och bosatte sig i en egen villa, som hon fått i gåva av sin make.

### Valide sultan
När hennes adoptivson Abd ül-Hamid II besteg tronen 1876 gav han henne titeln och positionen som valide sultan. Han bad henne att inte ägna sig åt politiska frågor, och hon hade aldrig något inflytande över politiken. Som valide sultan blev hon överhuvud för det kejserliga osmanska haremet, men hennes överinseende var enligt uppgift mycket milt eftersom hon ogillade att lägga sig i andras angelägenheter och föredrog att undvika konflikter. 
Abd ül-Hamid II önskade främst att hon skulle ägna sig åt representativa skyldigheter, så som att närvara vid den kungliga mosképrocessionen varje fredag. Hon föredrog att vistas i sin egen villa så mycket som möjligt, och sultanen fick vid flera tillfällen sända en vagn efter henne som tog henne tillbaka till haremet mot hennes vilja. Under det svenska kungaparets besök i Istanbul 1885 tog hon emot drottningen, Sofia av Nassau, då denna fick besöka det kejserliga haremet.